# Fortuna
För andra betydelser, se Fortuna (olika betydelser).

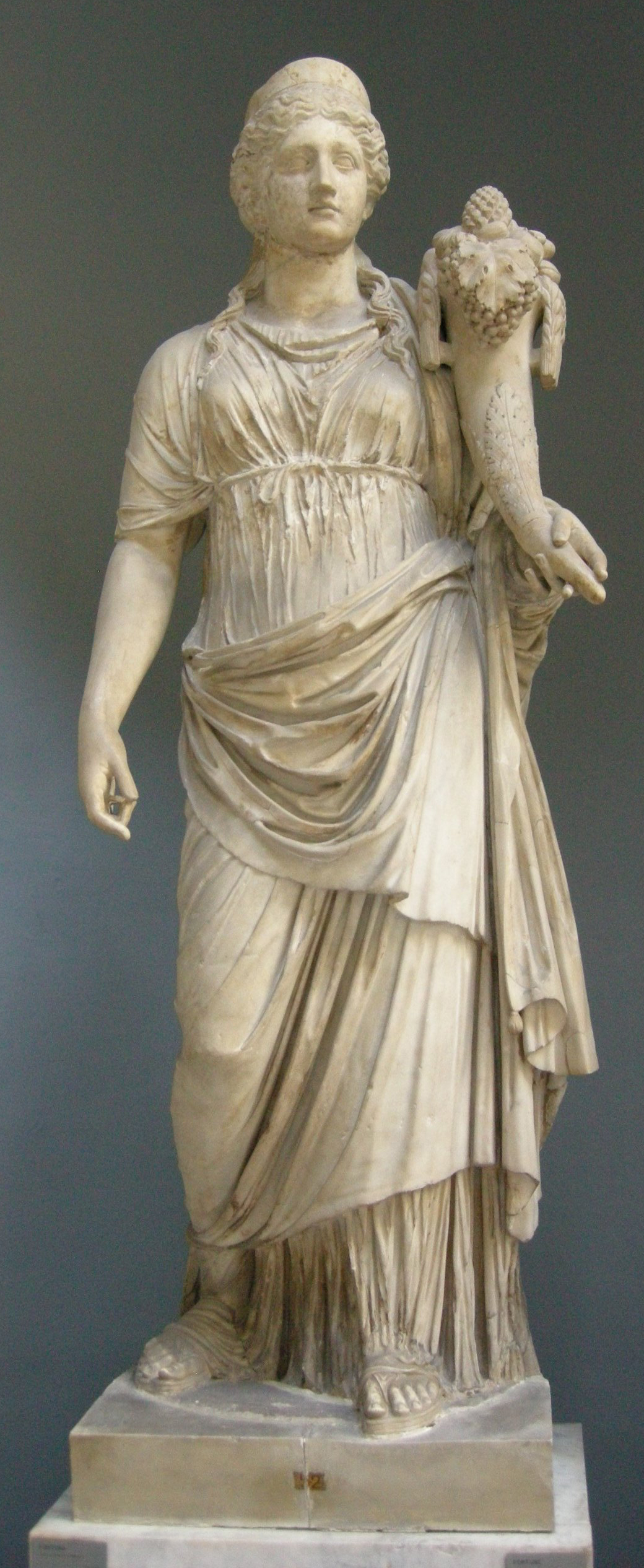
Fortuna

Fortuna eller Fors Fortuna är slumpens och lyckans gudinna i romersk mytologi och motsvaras av grekernas Tyche. Hon kan sägas vara ett slags personifikation av ödet i betydelsen händelsernas gång. Hon benämns ofta "Fru Fortuna". Datumet 11 juni var tillägnad henne. 
Servius Tullius lär ha infört gudinnans dyrkan i Rom, där många tempel byggdes till hennes ära och bland andra hade hon ett tempel i Forum Boarium. Hon dyrkades under en mängd olika tillnamn. Hennes släktskapsförhållanden till andra gudar är oklara men i allmänhet ansåg poeterna att hon var dotter till Jupiter.
Ibland framställs Fortuna med bindel för ögonen och ett hjul ("Lyckans hjul"), obeständighetens symbol, i händerna, ibland avbildas hon med ett ymnighetshorn i vänstra handen och i den högra ett skeppsroder. Ibland står hon i stället på ett klot eller ett hjul.